# Будо-Макіївка
Бу́до-Макі́ївка — пасажирський залізничний зупинний пункт Шевченківської дирекції Одеської залізниці.
Розташований у селі Макіївка, Смілянський район, Черкаської області на лінії Імені Тараса Шевченка — Помічна між станціями Сердюківка (12 км) та Капітанівка (8 км).
На платформі зупиняються приміські електропоїзди.